# Webley-Fosbery Automatic Revolver
Webley-Fosbery Automatic Revolver byl revolver, který byl uveden na trh v roce 1901, návrh zbraně však vznikl již v roce 1895.
Ideou této zbraně bylo spojit dohromady výhody revolveru a pistole. Toho mělo být dosaženo pomocí složité konstrukce: rám se skládal ze spodní části s rukojetí a spouští, po které jezdila horní část zlamovacího rámu s válcem a hlavní. Vlivem zpětného rázu došlo k pohybu horní části rámu dozadu a opět dopředu, čímž došlo k pootočení válce současně s natažením bicího a spoušťového ústrojí. Nové nabití zbraně se provádělo stejně jako u obyčejných revolverů Webley s dělitelným rámem.
Zbraň měla malý zpětný ráz a malý odpor bicího mechanismu, ale svou spolehlivostí zaostávala nejen za revolvery, ale i za samonabíjecími pistolemi. Od její výroby se upustilo v roce 1924.